# Rushton (Staffordshire)
Pour les articles homonymes, voir Rushton.
Rushton est un village et une paroisse civile du Staffordshire, en Angleterre.